# Paid in Full
Paid in Full – dziewiąty singel fińskiego zespołu power metalowego Sonata Arctica.

## Spis utworów
1. "Paid in Full" (Radio Edit) − 3:50
2. "Out in the Fields" (cover Gary Moore) − 4:06
3. "Paid in Full" − 4:24

## Twórcy
- Tony Kakko − śpiew, instrumenty klawiszowe
- Jani Liimatainen − gitara elektryczna
- Tommy Portimo − perkusja
- Marko Paasikoski − gitara basowa
- Henrik Klingenberg − instrumenty klawiszowe